# عبد الرحمن عبدو
عبد الرحمن عبدو (مواليد 1 أكتوبر 1972) هو حكم كرة قدم قطري. وهو حكم دولي معتمد من قبل الفيفا.
قام بإدارة مباريات كأس آسيا 2007، و2011 بالإضافة لدوري أبطال آسيا.

## روابط خارجية
- عبد الرحمن عبدو على موقع عالم كرة القدم.نت (الإنجليزية)